# Ранок (газета)
«Ранок» — релігійно-народна газета, спочатку орган Незалежної Грецької Церкви в Канаді, з 1912 Пресвітеріянської.
Виходила 1905 — 1920 у Вінніпезі як місячник, тижневик (1907) і двотижневик. Поряд релігійної, загальна громадська тематика і літературні твори. Першим видавеццем і редактором був І. Бодруґ, з 1911 року редактор І. Ґлова. З 1920 виходить пвід назвою «Канадійський Ранок». У 1947 — 1958 роках редактором був Іван Роберт-Ковалевич.